# Benito Ramírez
Benito Ramírez del Toro, (La Aldea de San Nicolás, Gran Canaria, España, 11 de julio de 1995) conocido como Benito,  es un futbolista español que juega de centrocampista en el Van Spor FK de la segunda división de Turquía.

## Trayectoria
El extremo de la Aldea de San Nicolás se formó en las  categorías inferiores de la U. D. Las Palmas. En las filas del Las Palmas Atlético consiguió el ascenso de Tercera a Segunda B en la 2016-17 y la permanencia en la categoría de bronce en la 2017-18.
Durante la temporada 2016-17 con la llegada de Manolo Márquez, su técnico en Las Palmas Atlético el año del ascenso, al banquillo de la U. D., le abrió una puerta para tener una cierta continuidad en Primera División, sin embargo, pese a haber realizado la pretemporada con el primer equipo, sólo jugó un cuarto de hora contra el Atlético de Madrid en la segunda jornada (1-5) y regresó al filial.
En la siguiente temporada (2017-18) jugó la mayor parte del curso en el filial dirigido por Juan Manuel Rodríguez (y antes por Suso Hernández) donde lograría la permanencia en Segunda B. Jugó 32 partidos (cuatro como suplente) y marcó cinco goles, pero sobre todo fue un referente de su equipo en la banda izquierda.
Con el primer equipo el de La Aldea no volvió a jugar hasta el 11 de marzo de 2018, ya con Paco Jémez como entrenador, quien le subió para participar en los entrenamientos tras la lesión de Momo Figueroa y sobre todo ante la falta de soluciones de la U. D. en los extremos. Ese día jugó los segundos 45 minutos en la derrota de Las Palmas en casa frente al Villarreal (0-2). Luego, tras estar en el banquillo ante el Deportivo de La Coruña y el Real Madrid, participó 15 minutos en el partido decisivo ante el Levante U. D. (2-1) como carrilero izquierdo. Con la derrota en el Ciutat de Valencia y el descenso virtual del equipo, regresó al filial para ayudarle en su objetivo de la salvación. Después de conseguir la permanencia con Las Palmas Atlético, jugó todo el último partido de LaLiga frente al Girona F. C. (1-2).
En verano de 2018 se integra en el primer equipo de Manolo Jiménez, tras renovar con el club grancanario hasta 2021. En agosto de 2018, el jugador es cedido por la U. D. Las Palmas al recién ascendido a Segunda División, Rayo Majadahonda por una temporada. Al finalizar la temporada volvió para integrarse definitivamente a la primera plantilla, hasta 2021, renovando su contrato en octubre de 2020, hasta 2024. En 2023 alargó su vinculación con el club un año más, hasta 2025. El 30 de junio de 2025 finalizó su contrato y dejó el club tras 15 años ligado al mismo,  con un bagaje de 8 temporadas en el primer equipo en los que  disputó 160 encuentros oficiales y anotó 8 goles.
El 16 de julio de 2025 se incorporó Van Spor FK, equipo de la segunda división de Turquía.

## Estadísticas

### Clubes
Actualizado al último partido disputado el 24 de mayo de 2025.
| Club                               | Div.          | Temporada     | Liga  | Liga  | Liga   | Copas nacionales | Copas nacionales | Copas nacionales | Copas internacionales | Copas internacionales | Copas internacionales | Total | Total | Total  |
| Club                               | Div.          | Temporada     | Part. | Goles | Asist. | Part.            | Goles            | Asist.           | Part.                 | Goles                 | Asist.                | Part. | Goles | Asist. |
| ---------------------------------- | ------------- | ------------- | ----- | ----- | ------ | ---------------- | ---------------- | ---------------- | --------------------- | --------------------- | --------------------- | ----- | ----- | ------ |
| U. D. Las Palmas Atlético · España | 2.ª B         | 2013-14       | 16    | 0     | 0      | —                | —                | —                | —                     | —                     | —                     | 16    | 0     | 0      |
| U. D. Las Palmas Atlético · España | 3.ª           | 2016-17       | 9     | 12    | 0      | —                | —                | —                | —                     | —                     | —                     | 9     | 12    | 0      |
| U. D. Las Palmas Atlético · España | 2.ª B         | 2017-18       | 32    | 5     | 1      | —                | —                | —                | —                     | —                     | —                     | 32    | 5     | 1      |
| U. D. Las Palmas Atlético · España | Total club    | Total club    | 57    | 17    | 1      | 0                | 0                | 0                | 0                     | 0                     | 0                     | 57    | 17    | 1      |
| U. D. Las Palmas · España          | 1.ª           | 2016-17       | 2     | 0     | 0      | 0                | 0                | 0                | —                     | —                     | —                     | 2     | 0     | 0      |
| U. D. Las Palmas · España          | 1.ª           | 2017-18       | 4     | 0     | 0      | 0                | 0                | 0                | —                     | —                     | —                     | 4     | 0     | 0      |
| C. F. Rayo Majadahonda · España    | 2.ª           | 2018-19       | 28    | 1     | 1      | 2                | 0                | 0                | —                     | —                     | —                     | 30    | 1     | 1      |
| C. F. Rayo Majadahonda · España    | Total club    | Total club    | 28    | 1     | 1      | 2                | 0                | 0                | 0                     | 0                     | 0                     | 30    | 1     | 1      |
| U. D. Las Palmas · España          | 2.ª           | 2019-20       | 25    | 2     | 2      | 1                | 0                | 0                | —                     | —                     | —                     | 26    | 2     | 2      |
| U. D. Las Palmas · España          | 2.ª           | 2020-21       | 35    | 0     | 2      | 2                | 0                | 0                | —                     | —                     | —                     | 37    | 0     | 2      |
| U. D. Las Palmas · España          | 2.ª           | 2021-22       | 31    | 3     | 4      | 2                | 1                | 0                | —                     | —                     | —                     | 33    | 4     | 4      |
| U. D. Las Palmas · España          | 2.ª           | 2022-23       | 14    | 1     | 1      | 0                | 0                | 0                | —                     | —                     | —                     | 14    | 1     | 1      |
| U. D. Las Palmas · España          | 1.ª           | 2023-24       | 20    | 1     | 1      | 3                | 0                | 0                | —                     | —                     | —                     | 23    | 1     | 1      |
| U. D. Las Palmas · España          | 1.ª           | 2024-25       | 19    | 0     | 0      | 2                | 0                | 0                | —                     | —                     | —                     | 21    | 0     | 0      |
| U. D. Las Palmas · España          | Total club    | Total club    | 150   | 7     | 10     | 10               | 1                | 0                | 0                     | 0                     | 0                     | 160   | 8     | 10     |
| Van Spor FK Turquía                | 2.ª           | 2025-26       |       |       |        |                  |                  |                  | —                     | —                     | —                     |       |       |        |
| Van Spor FK Turquía                | Total club    |               |       |       |        |                  |                  |                  |                       |                       |                       |       |       |        |
| Total carrera                      | Total carrera | Total carrera | 235   | 25    | 12     | 11               | 1                | 0                | 0                     | 0                     | 0                     | 246   | 26    | 12     |